# HMS Minden
HMS Minden (Корабль Его Величества «Минден») — 74-пушечный линейный корабль третьего ранга. Единственный корабль Королевского флота, 
названный HMS Minden, в честь немецкого города Минден и сражения у Миндена 1759 года, в котором англо-прусские войска одержали победу над французами в ходе Семилетней войны. Пятый корабль типа Ganges. Заложен в ноябре 1806 года. Спущен на воду 19 июня 1810 года на верфи в Бомбее. Относился к так называемым «обычным 74-пушечным кораблям», нёс на верхней орудийной палубе 18-фунтовые пушки.

## Служба
Minden был укомплектован экипажем с Russell, после чего отплыл из Бомбея в своё первое плавание [ 3 ] под командованием капитана Эдуарда Уоллиса Хоара 8 февраля 1811 года. В марте он отплыл из Мадраса чтобы принять участие в вторжении на Яву. 29 июля две его шлюпки под командованием лейтенанта Эдмунда Лайонса, с небольшим отрядом из 35 матросов и офицеров на борту, атаковали и захватили форт, защищавший вход в гавань Маррак, к западу от Батавии. За эти действия  в 1848 году Адмиралтейство выпустило медаль с пряжкой «Boat Service 30 июля 1811», которой были награждены все выжившие участники этого сражения.
В составе эскадры Роберта Стопфорда Minden принимал участие в операциях по захвату Явы. Когда в сентябре 1811 года голландские и французские силы на острове капитулировали, Minden отплыл в Великобританию. 2 августа 1812 года ему было поручено сопровождать торговые конвои в Ост-Индию, на мыс Доброй Надежды, Южную Америку и к берегам Африки.
Во время англо-американской войны Minden входил в состав британской эскадры, расположенной в Чесапикском заливе. Некоторые источники утверждают, что Фрэнсис Скотт Ки находился на борту Minden, когда он написал своё знаменитое стихотворение «Оборона Форта Макгенри», отрывок из которого лёг в основу текста государственного гимна США.
В конце июля 1816 года Minden в составе объединённого англо-голландского флота отплыл из Плимута для бомбардировки Алжира 27 августа. Целью бомбардировки было заставить правителя Алжира освободить всех рабов-христиан и прекратить работорговлю. Хотя во время обстрела города британская эскадра получила тяжелые повреждения, цель бомбардировки была достигнута — алжирцы освободили около 3000 рабов и подписали договор о прекращении работорговли европейцами. За эту операцию в 1848 году Адмиралтейство выпустило медаль с пряжкой «Алжир», которой были награждены все выжившие участники этого сражения.
После того как 22 июля 1841 года в результате тайфуна был разрушен береговой госпиталь в Гонконге, Minden, находящийся в резерве в Плимуте, в декабре 1841 года был отправлен в Гонконг в качестве госпитального судна. В этом качестве он находился в Гонконге с 1842 по 1846 год, когда он был заменен Alligator. Затем Minden продолжил службу в качестве плавучего склада, пока не был продан на слом в августе 1861 года.